# Frank McGrath
Pour les articles homonymes, voir McGrath.
Frank McGrath est un acteur américain né le 2 février 1903 à Mound City (Missouri) (États-Unis), mort le 13 mai 1967 à Beverly Hills (Californie).

## Filmographie
- 1932 : The Rainbow Trail : Horseman
- 1932 : Robbers' Roost : Mexican
- 1933 : The Life of Jimmy Dolan : First Referee
- 1940 : High School, de George Nichols Jr. : Student in Fight
- 1941 : Les Pionniers de la Western Union (Western Union)
- 1941 : The Riders of the Purple Sage : Pete
- 1942 : Sundown Jim de James Tinling : un hors-la-loi
- 1943 : L'Étrange incident (The Ox-Bow Incident) : Posse member
- 1945 : Les Sacrifiés (They Were Expendable) : Slim, bearded CPO
- 1946 : Heldorado : Bearded man next to carnival jail
- 1948 : Alias a Gentleman : Murph
- 1948 : Le Massacre de Fort Apache (Fort Apache) : Cpl. Derice (bugler)
- 1948 : Half Past Midnight : Taxi Driver
- 1948 : Mon héros (A Southern Yankee) : Dispatch rider
- 1949 : Big Jack de Richard Thorpe : Posse member
- 1949 : La Charge héroïque (She Wore a Yellow Ribbon) : Bugler / Indian
- 1950 : La Flèche brisée (Broken Arrow) : Barfly
- 1950 : La Porte du diable (Devil's Doorway) : Posse member
- 1950 : The Milkman de Charles Barton : Man
- 1951 : Au-delà du Missouri (Across the Wide Missouri) : St. Leger
- 1952 : Convoi de femmes (Westward the Women) : Outrider
- 1953 : Vaquero (Ride, Vaquero!) : Pete
- 1953 : Hondo, l'homme du désert (Hondo) : Lowe's partner
- 1956 : La Prisonnière du désert (The Searchers) : Not named
- 1956 : The Boss (en) : Saloon extra
- 1957 : Du sang dans le désert (The Tin Star) : Jim Clark
- 1957 : Hell Bound : Detective
- 1965 : Les Exploits d'Ali Baba (The Sword of Ali Baba) : Pindar
- 1965 : Tammy (série TV) : Uncle Lucius
- 1966 : Le Virginien :  saison 05 épisode 12: (Linda) : Le conducteur de la diligence
- 1967 : Gunfight in Abilene : Ned Martin
- 1967 : La Caravane de feu (The War Wagon) : Bartender
- 1967 : Tammy and the Millionaire : Uncle Lucius
- 1967 : The Reluctant Astronaut (en) d'Edward Montagne (en) : Plank
- 1967 : Le Pistolero de la rivière rouge (The Last Challenge) : Ballard Weeks
- 1968 : The Shakiest Gun in the West d'Alan Rafkin : Mr. Remington